# Vliegveld van Gontrode

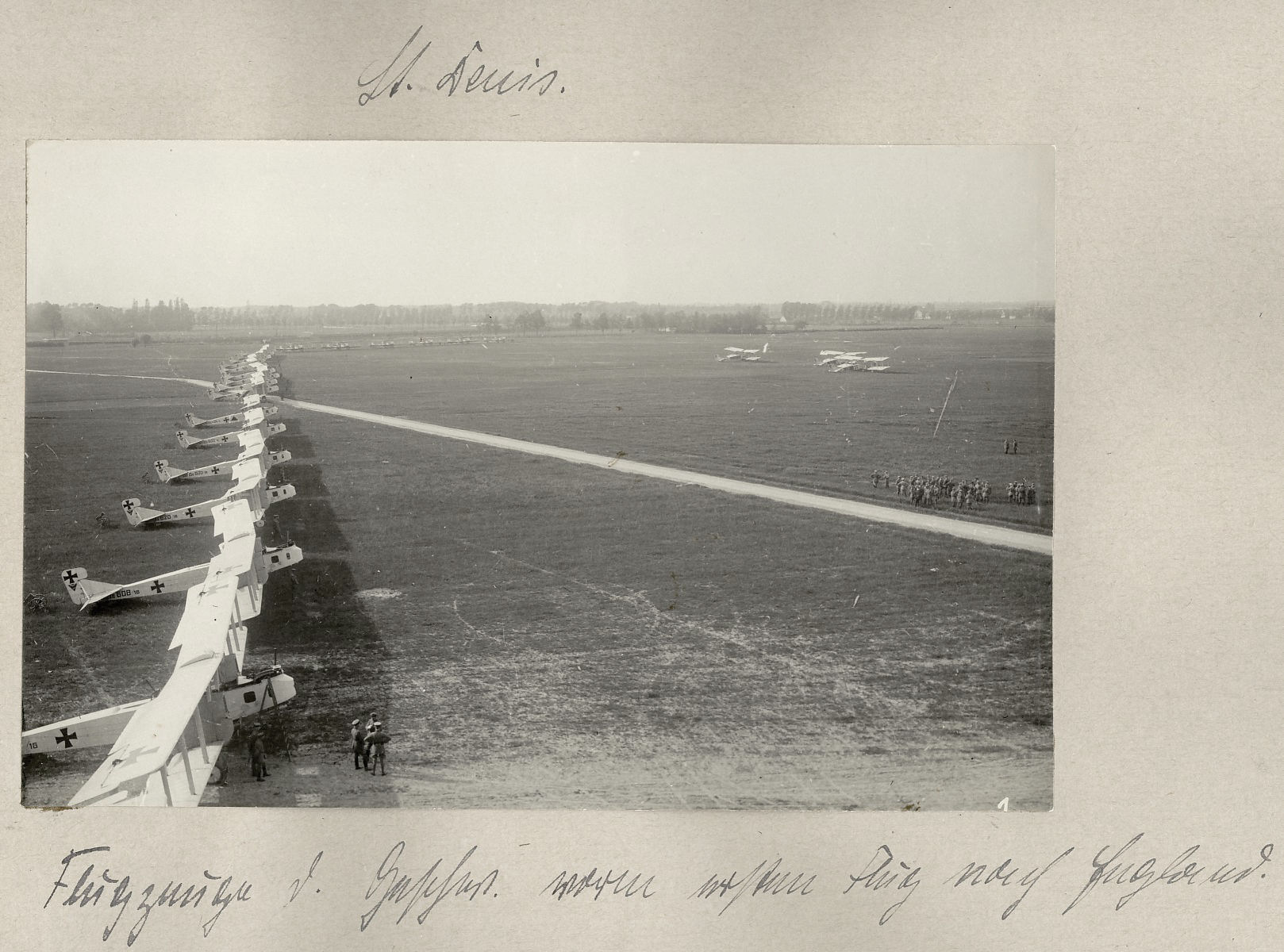
Gotha's op het vliegveld van Gontrode. 25 mei 1917

Het vliegveld van Gontrode werd gebouwd in 1914 op het grondgebied van de Belgische gemeenten Gontrode en Lemberge (ondertussen deelgemeenten van Merelbeke-Melle) en deed in de Eerste Wereldoorlog dienst als basis voor zeppelin-luchtschepen en Duitse Gotha-bommenwerpers. 

## Ligging
In de Eerste Wereldoorlog werden er door de Duitsers in de buurt van Gent vier vliegbasissen gebouwd om luchtaanvallen te kunnen uitvoeren. Ze zijn gelegen in Sint-Denijs-Westrem, Mariakerke, Oostakker en Gontrode. Gontrode, meer specifiek "de Lembergse kouter", werd uitgekozen omwille van zijn gunstige ligging. Het is een verhoogd plateau op 33 meter boven de zeespiegel en is daarmee het meest hoogstgelegen gebied direct ten zuiden van Gent. Het vliegveld beslaat zowel grondgebied van Gontrode als van Lemberge. Het is meer dan 27 hectare groot, waarvan een deel werd geconfisqueerd. 

## Geschiedenis

### Bouw
Op 19 november 1914 kwam in Lemberge een compagnie van het IIde regiment Eisenbahn aan. Zij namen de aanleg van het vliegveld en de bouw van de zeppelinhal voor hun rekening. Zij hebben burgers van de nabije omgeving en Russische krijgsgevangenen opgeëist om deze werken uit te voeren.  Het veld werd afgesloten met prikkeldraad en gedraineerd met buizen. 
Spoorlijn 122 (Melle – Geraardsbergen), die ten oosten van Gontrode loopt, werd tijdens de bouw van het vliegveld van Gontrode doorgetrokken naar de site. Hij was van belang voor de bevoorrading van munitie, bommen, benzine en olie. Bij vliegvelden uit dezelfde periode was er een gasinstallatie aanwezig, die het nodige gas leverde voor de aanwezige toestellen. Op het vliegveld van Gontrode werd nergens een verwijzing of restanten van zo een installatie gevonden en gaat men ervan uit dat ook de aanvoer van waterstofgas gebeurde via het spoor.
Op 20 maart 1915 was het vliegveld volledig operationeel en groeide uit tot een van de grootste vliegvelden uit de streek. Het vliegveld werd verdedigd door mitrailleurs en autokanonnen. Het werd op de grond bewaakt door de Württembergse Dragonders. In de omgeving van het vliegveld werd een niervormige kabelballon opgelaten. Die werd gebruikt als observatiepost en als baken voor de zeppelins.

### De zeppelinhal
Het ontwerp van de zeppelinhal was van hetzelfde standaardtype als deze van Evere-Haren en Sint-Agatha-Berchem. Hij werd ontworpen door de fabriek van Arthur Müller, de Arthur Müller Ballonhallenbau. De zeppelinhal was modulair opgebouwd, geïnspireerd door de Eiffeltoren van Gustave Eiffel. Hij bestond uit modules van metalen profielen, planken en teerpapier. De hal kon zo lang gemaakt worden als nodig was. De hal op het vliegveld van Gontrode was 180 meter lang, 50 meter breed en 25 meter hoog. Hiermee bood hij ruimte om twee zeppelins te huisvesten, maar werd nooit gebruikt voor meer dan één zeppelin. 
Bij de bouw van de hal werd rekening gehouden met de zuidwestelijke windrichting (dit is de windrichting die in België het meest voorkomt). Aan zowel de voor- als achterkant had de hal twee grote deuren waardoor de zeppelin naar binnen en buiten werd gebracht, wat door de luchtstroom werd vergemakkelijkt.  Ondanks de luchtstroom waren zeker 100 manschappen nodig om de zeppelin binnen en buiten te brengen. Hiervoor werd gebruik gemaakt van het grondpersoneel. Om ervoor te zorgen dat de zeppelin tijdens een windvlaag niet tegen de wand van de hal zou belanden werden er in de hal sporen aangelegd. Hierop reed een karretje waaraan de landingstouwen werden bevestigd. De touwen waren aan de zeppelin verbonden met een zeppelinknoop, bestaande uit twee overhandse knopen. 
De zeppelinhal werd op het einde van de Eerste Wereldoorlog (1918) door de Duitsers in brand gestoken. Hij werd verder afgebroken in 1919. 

### Zeppelins
Het vliegveld werd oorspronkelijk gebouwd voor het gebruik van zeppelins, uitgevonden door Ferdinand von Zeppelin. Het vliegveld was de thuisbasis van de LZ 33 die aankwam op 27 februari 1915. De LZ 33 was aanvankelijk gebouwd voor verkenningsvluchten maar werd in de Eerste Wereldoorlog door de Duitsers ingezet om Verenigd Koninkrijk te bombarderen. Door hun hoge vluchtpositie van 3500 tot 4000 meter, waren zeppelins vrijwel onbereikbaar voor het grondgeschut. Amper een week na aankomst werd de LZ 33 beschoten en stortte hij neer bij Tienen.
De opvolger van de LZ 33 was de LZ 35. Deze zeppelin had een lengte van 158 meter en een doorsnede van ongeveer vijftien meter. Op 20 maart 1915 werd hij neergeschoten door Frans afweergeschut en redde het net om te landen in Gontrode. Zijn laatste vlucht was op 13 april 1915. Boven Ieper werd hij zwaar beschoten en stortte neer in Aalter.  
In de nacht van 6-7 juni 1915 kwam de zeppelin LZ 37 in de problemen en plande een noodlanding op het vliegveld van Gontrode. Het werd neergehaald boven Sint-Amandsberg door Reginald Alexander John Warneford, een Britse piloot. Reginald Alexander John Warneford maakte gebruik van de lange en trage landing die de zeppelin nodig had. De zeppelin vloog in brand en stortte neer in het centrum van Sint-Amandsberg nabij het klooster.   
Door het gebrek aan resultaten en de grote verliezen van de zeppelins werden de vluchten hiervan opgeschort en werd het vliegveld van Gontrode niet langer gebruikt als basis voor zeppelins.  

### Gotha-bommenwerpers
Het vliegveld werd terug volledig operationeel in mei 1917 met de komst van de Gotha-vliegtuigen, zware bommenwerpers van de Duitse luchtstrijdkrachten. Deze vliegtuigen bereikten een hoogte van 4000 meter en werden ingezet op doelwitten als Folkstone, Harwich en Londen. Het vliegveld breidde hiervoor uit met vliegtuighangars, verharde landingsbanen, luchtafweergeschut, munitiebunkers, een werkplaats en barakken (die werden opgetrokken uit hout en bekleed met teerpapier). 

### Aanvallen
De bouw van het vliegveld en de zeppelinhal was niet onopgemerkt gebleven bij de geallieerden en op 22 januari 1915 werden er vijf bommen gedropt in de omgeving van de zeppelinhal. Er werd geen noemenswaardige schade opgelopen. Op 11 april 1915 werd er door een groot aantal vliegtuigen een aanval uitgevoerd op de zeppelinhal van het vliegveld van Gontrode. Ze werden tijdig opgemerkt door de observatieballon en het vuur werd geopend. Het gewelf van de zeppelinhal werd geraakt. Dit was de aanzet van een reeks aanvallen die bijna wekelijks werden uitgevoerd door de geallieerden. Virginie Loveling schrijft in haar dagboek over de aanval van zondag 18 april 1915 het volgende: 

Te Gontrode – een dorp op afstand van veertiental kilometers van Gent is er een loods, waar een telegraaftoestel zonder draad is ingericht… De buiten de loods staande Duitsers hoorden gesnor en bemerkten heel hoog een vijandelijke luchtvlieger. Ze schoten er herhaaldelijk naar. Toen hij boven de loods was, daalde hij eensklaps in rechte lijn naar beneden.” ”Op weinige meters van het doel, wierp de vlieger bommen uit en, voordat iemand tijd had of tot bezinning kwam, maakte hij een zwenkende beweging en rende de hoogte in.

Op woensdag 21 april 1915 schrijft ze:

Aanwezige boeren hebben wel een groot gat in de loodse gezien. Het is waar dat niemand naderen mocht.

Op 14 oktober 1918 werd het vliegveld voor de laatste keer bestookt met een aanval. Er waren hierbij veertien toestellen betrokken.

## Heden

### Toeristische site
Op 7 juni 2015 werd het vliegveld van Gontrode als museum opengesteld voor het publiek. De aanwezige bunker van de Eerste Wereldoorlog werd gerestaureerd en op het dak van de bunker is een panoramatafel met de geschiedenis van het vliegveld.
Op 8 november 2015 werd er op de site het kunstwerk van Renato Nicolodi officieel voorgesteld. Hij ontwierp de Stoel der Erfgoed voor de wedstrijd "Een thuis voor een Beeld" in samenwerking met de provincie Oost-Vlaanderen, de gemeente Melle en Radio 2. De wedstrijd werd gewonnen door gemeente Melle.

### Wijngaard
Sinds april 2015 wordt een gedeelte van het voormalig vliegveld ingekleed als wijngaard. De wijnen die daar worden geproduceerd, zijn vernoemd naar de zeppelins "LZ 33", "LZ 35" en "LZ 37" om de historische waarde van het vliegveld niet verloren te laten gaan. 

### Wandel- en fietsroutes langs de site
- Fietsroute Sint-Amandsberg – Westerbegraafplaats – Sint-Amandsberg
- Fietsroute Gontrode – Sint-Amandsberg – Gontrode
- Fietsroute vliegveld van Gontrode
- Bunkerwandelroute
- Gondepad
- Wandellus rond het voormalige vliegveld

## Fotogalerij

### De omgeving anno 2020

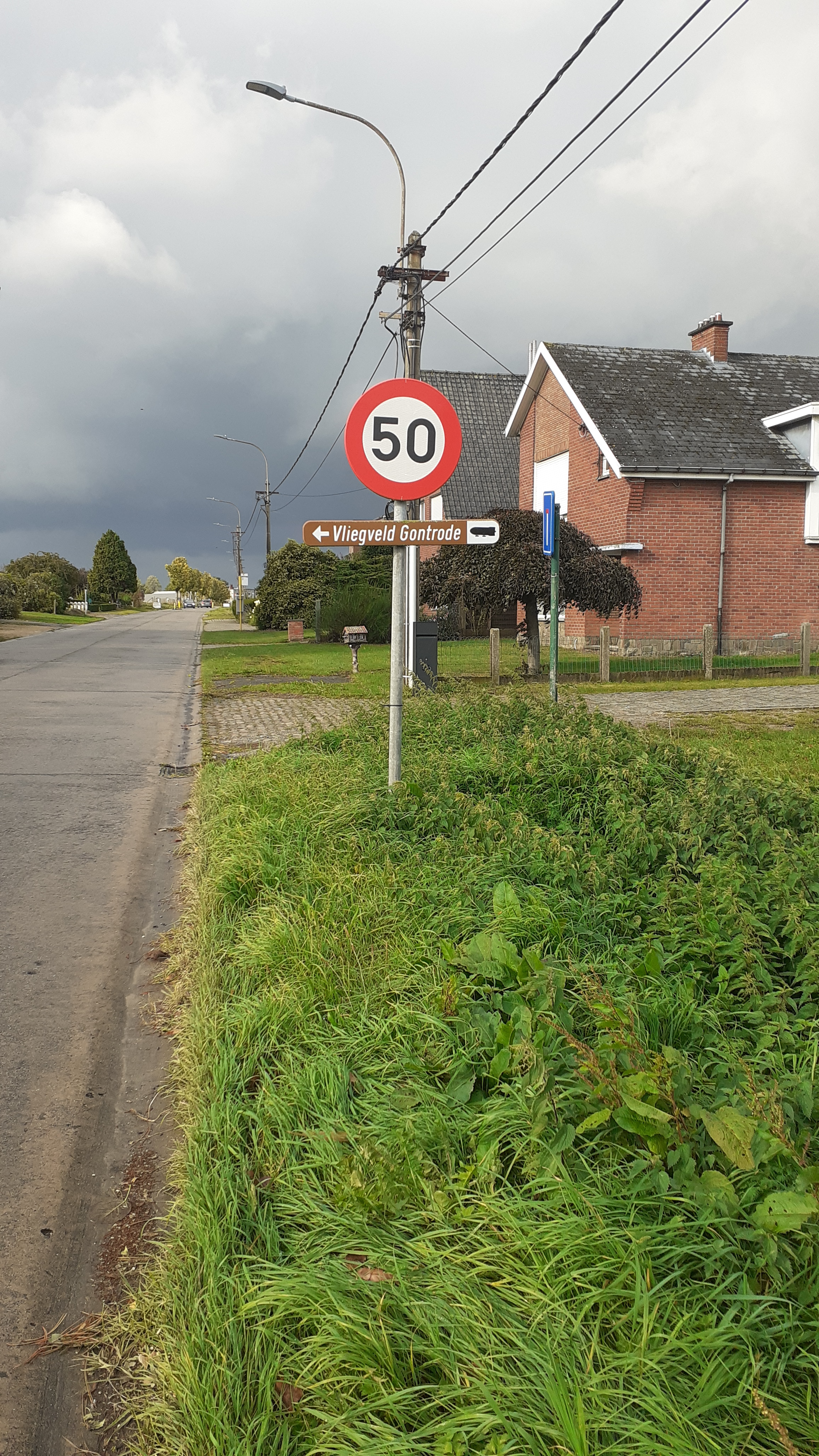
Wegwijzer naar het vliegveld
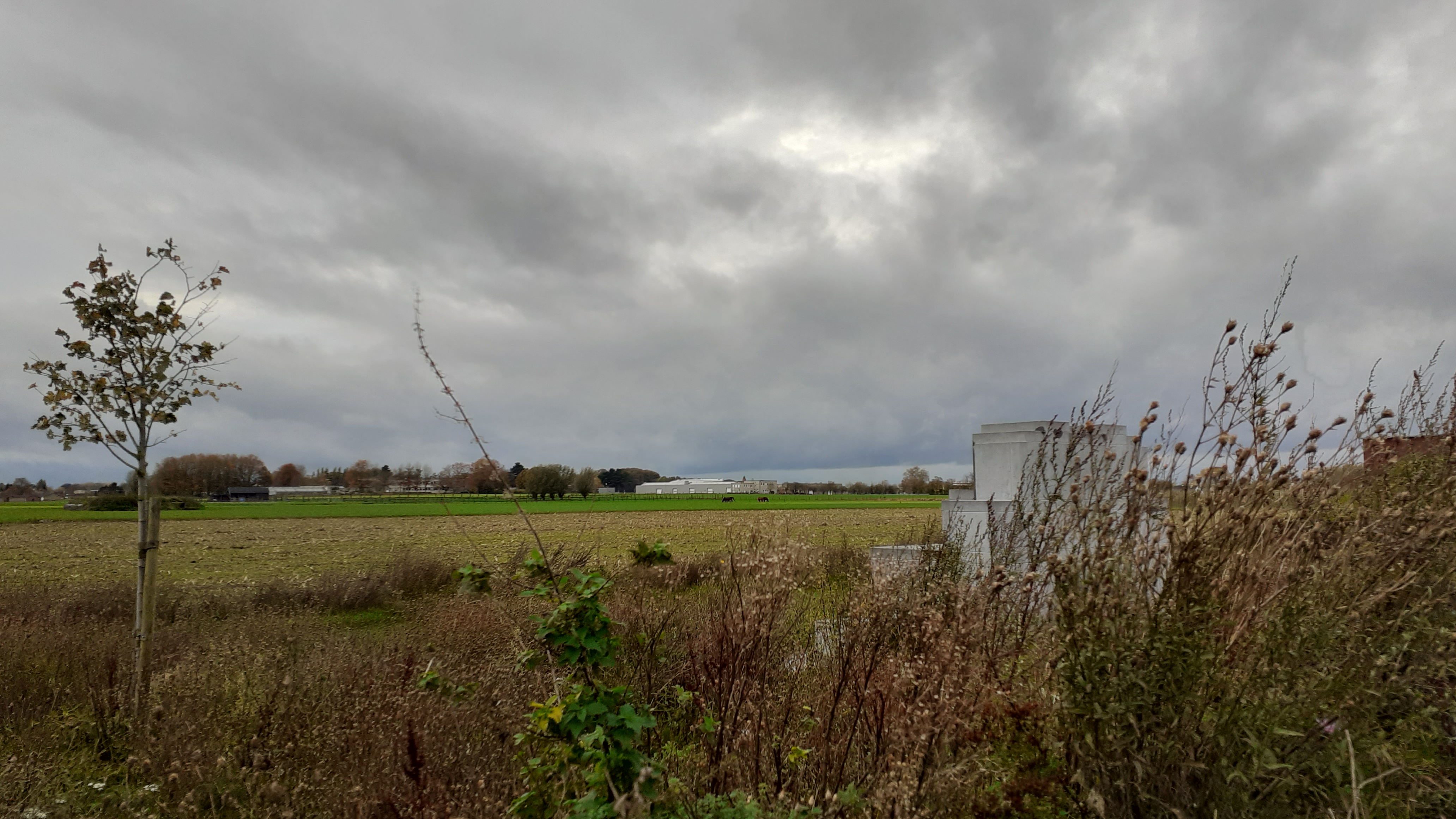
Zicht vliegveld
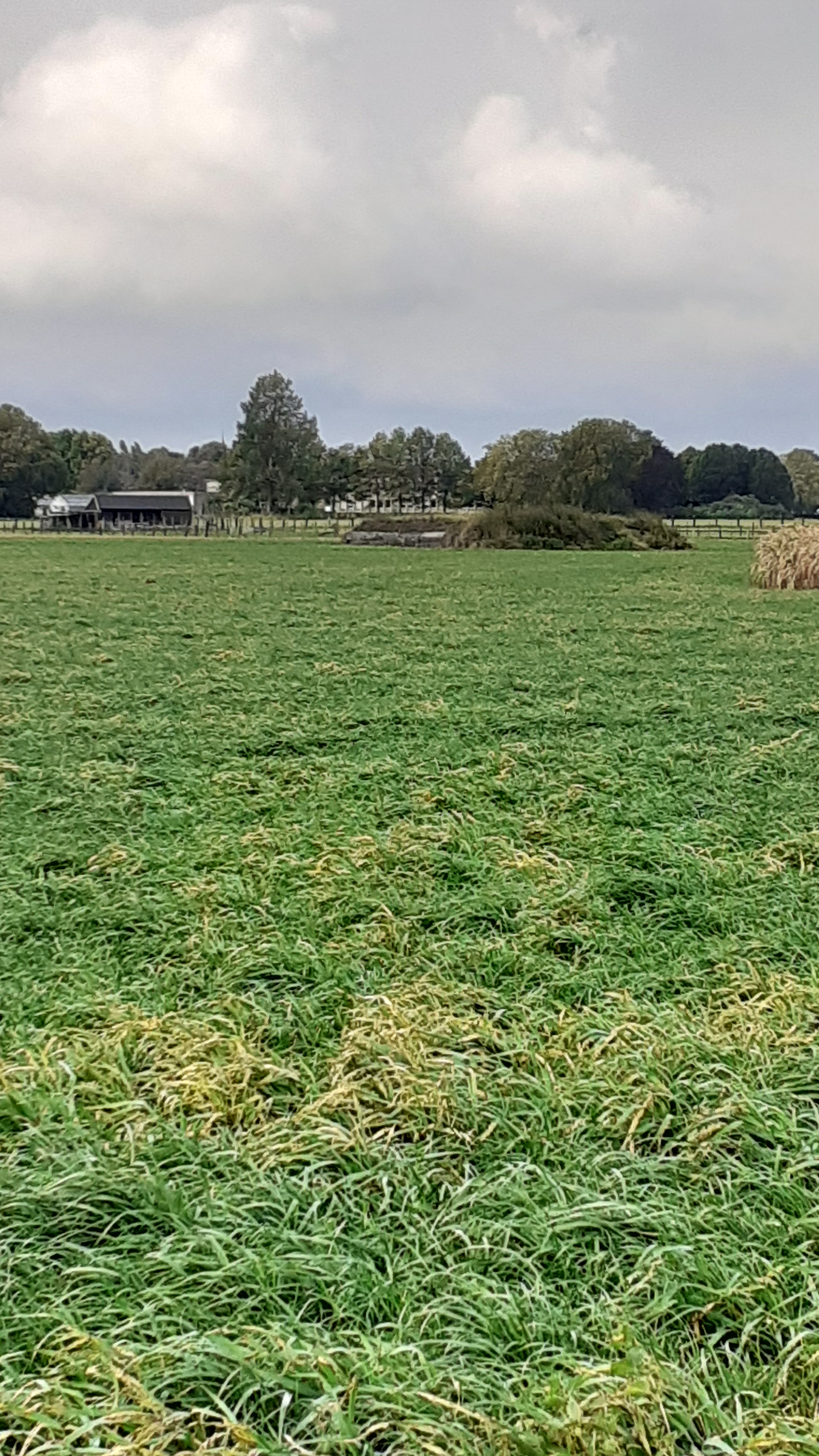
Zicht vliegveld
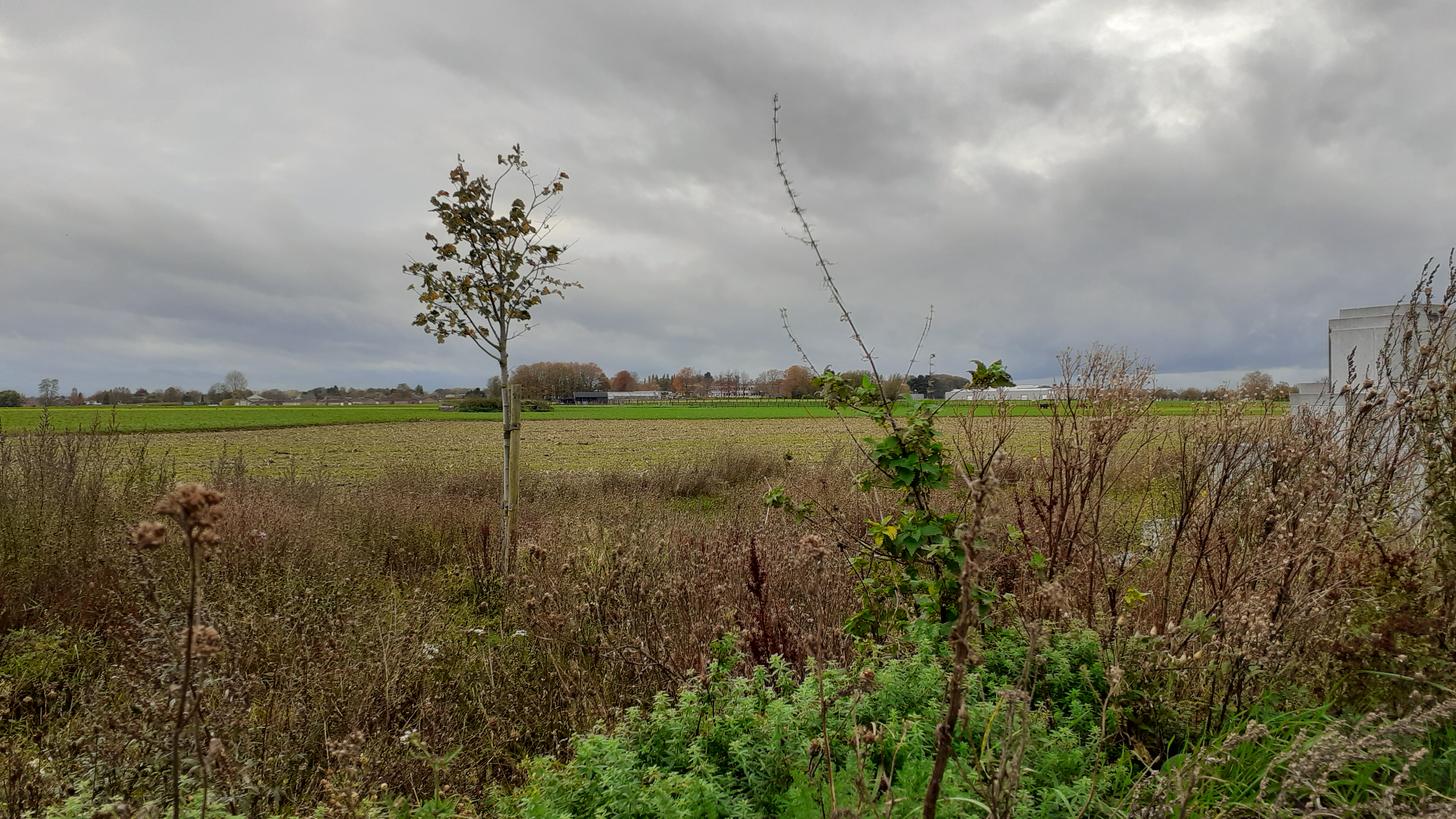
Zicht vliegveld
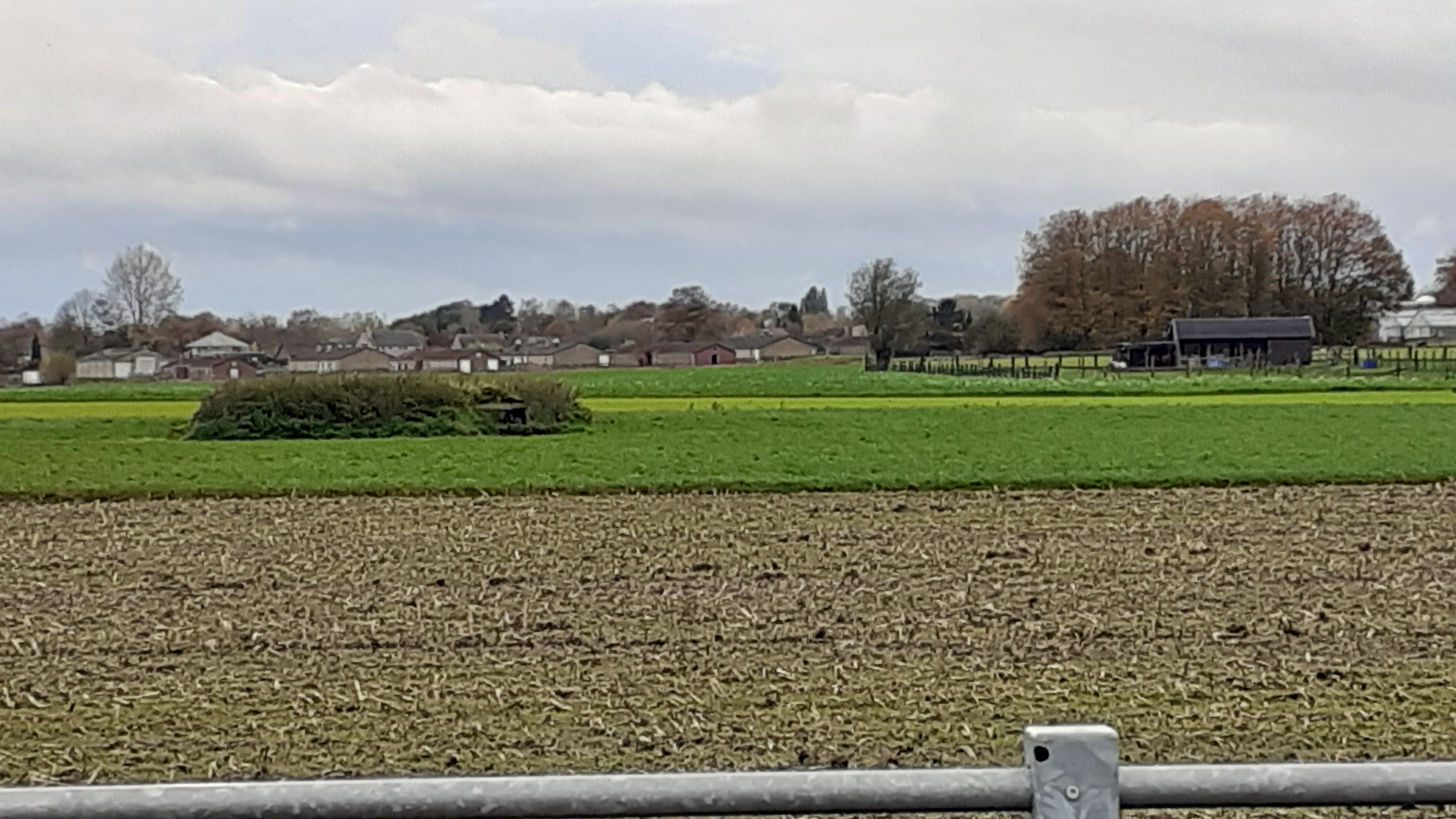
Zicht op de bunker
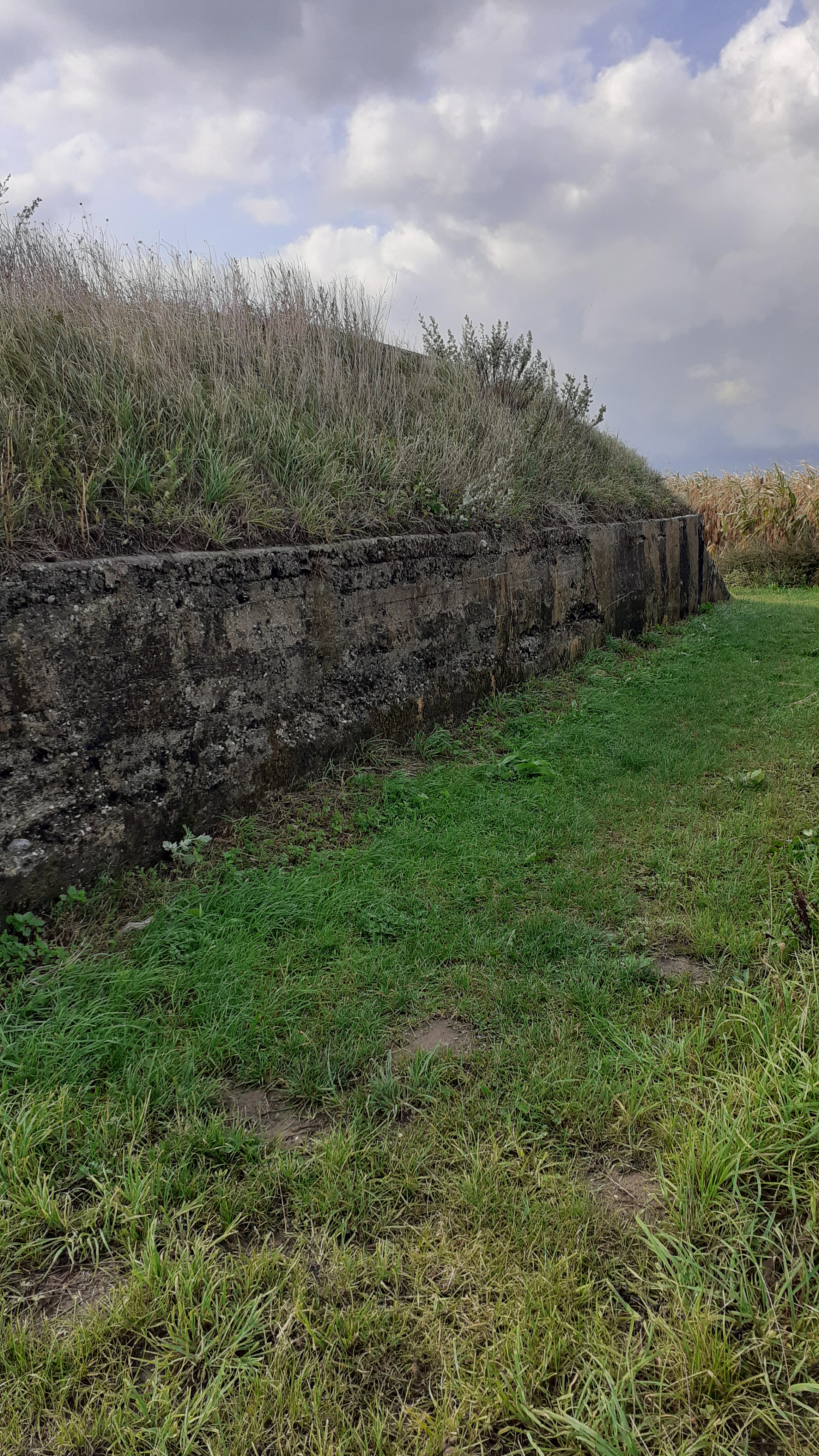
Zicht op de bunker
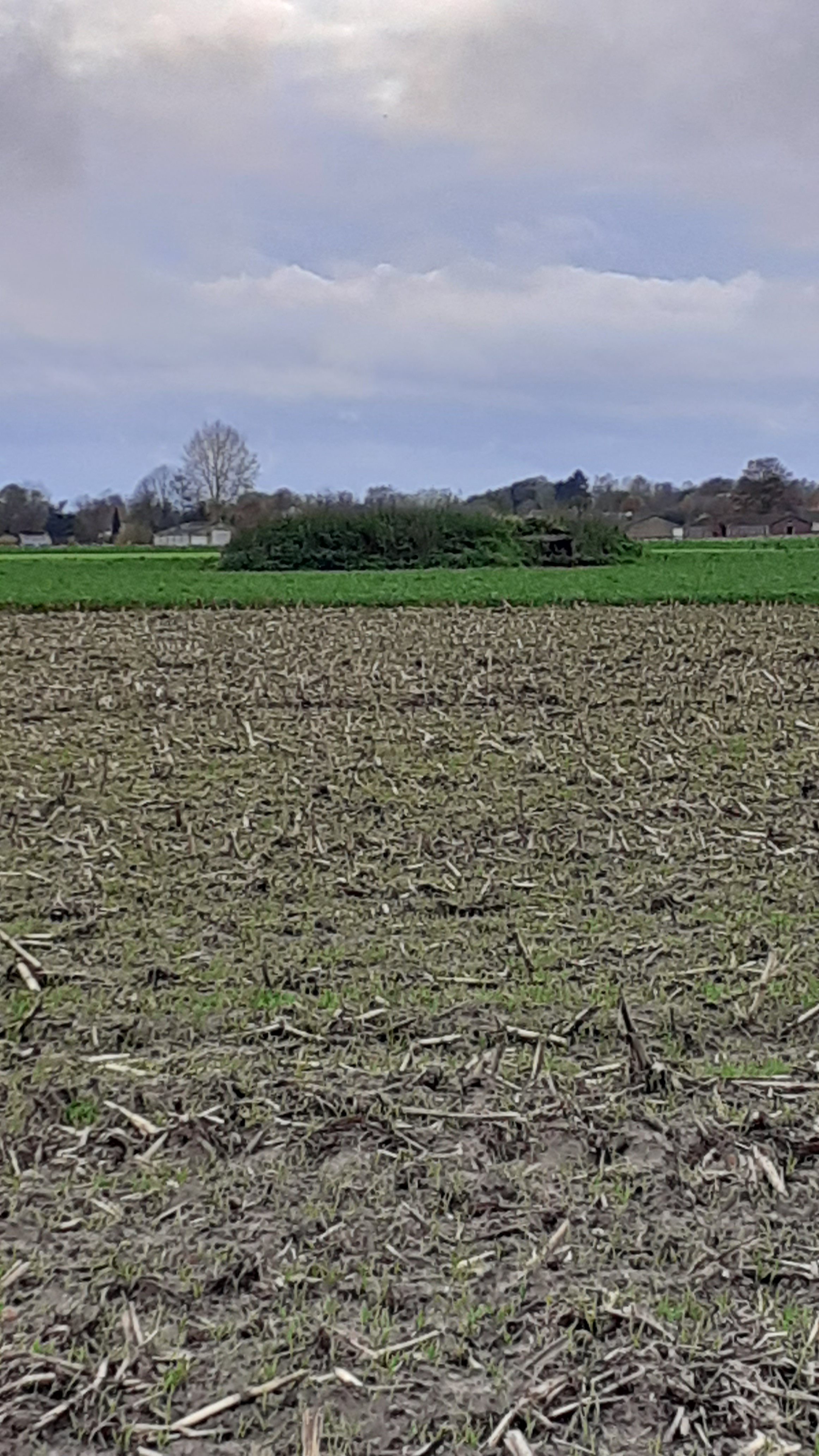
Zicht op de bunker
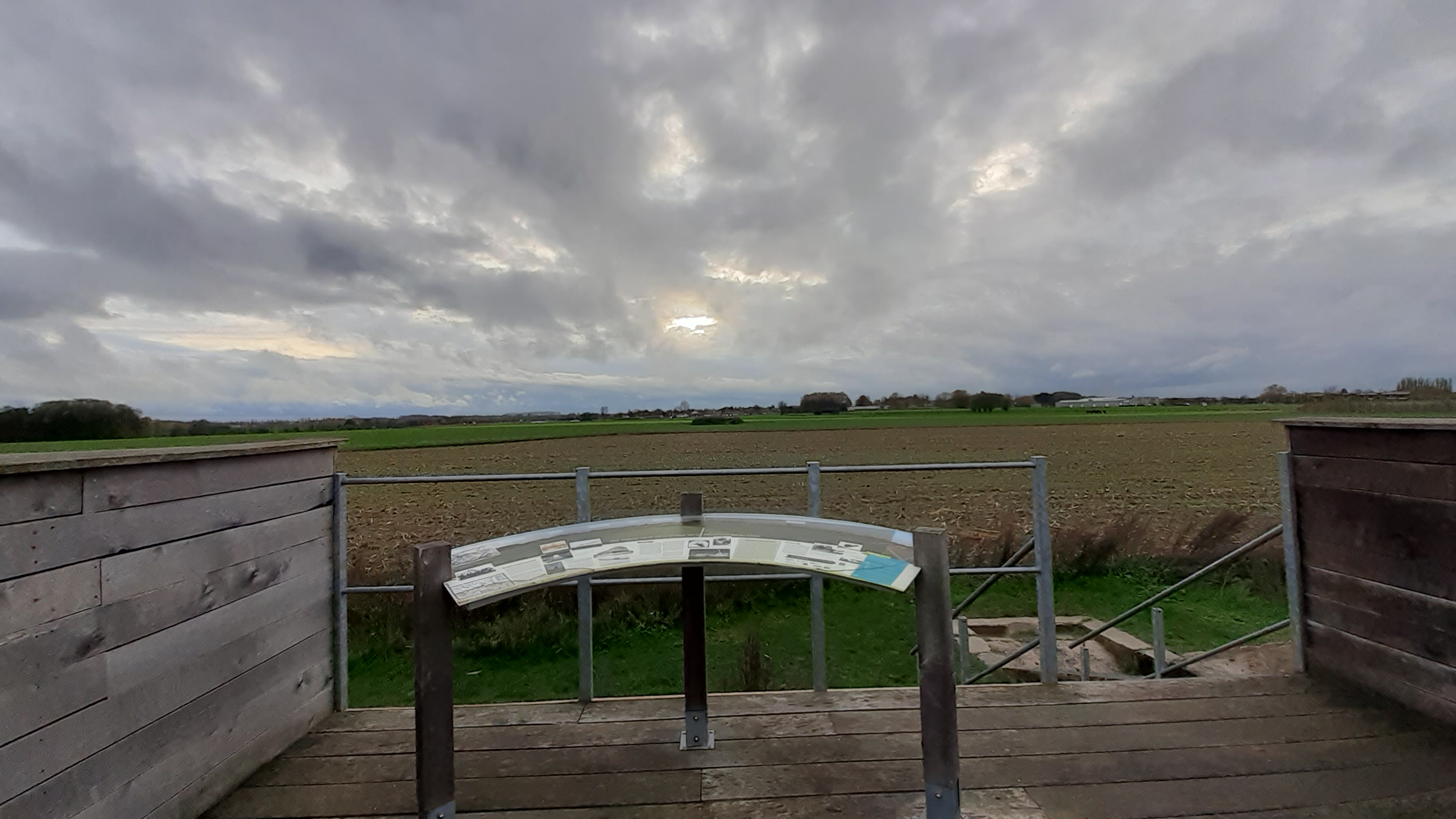
Uitzicht vanop de bunker
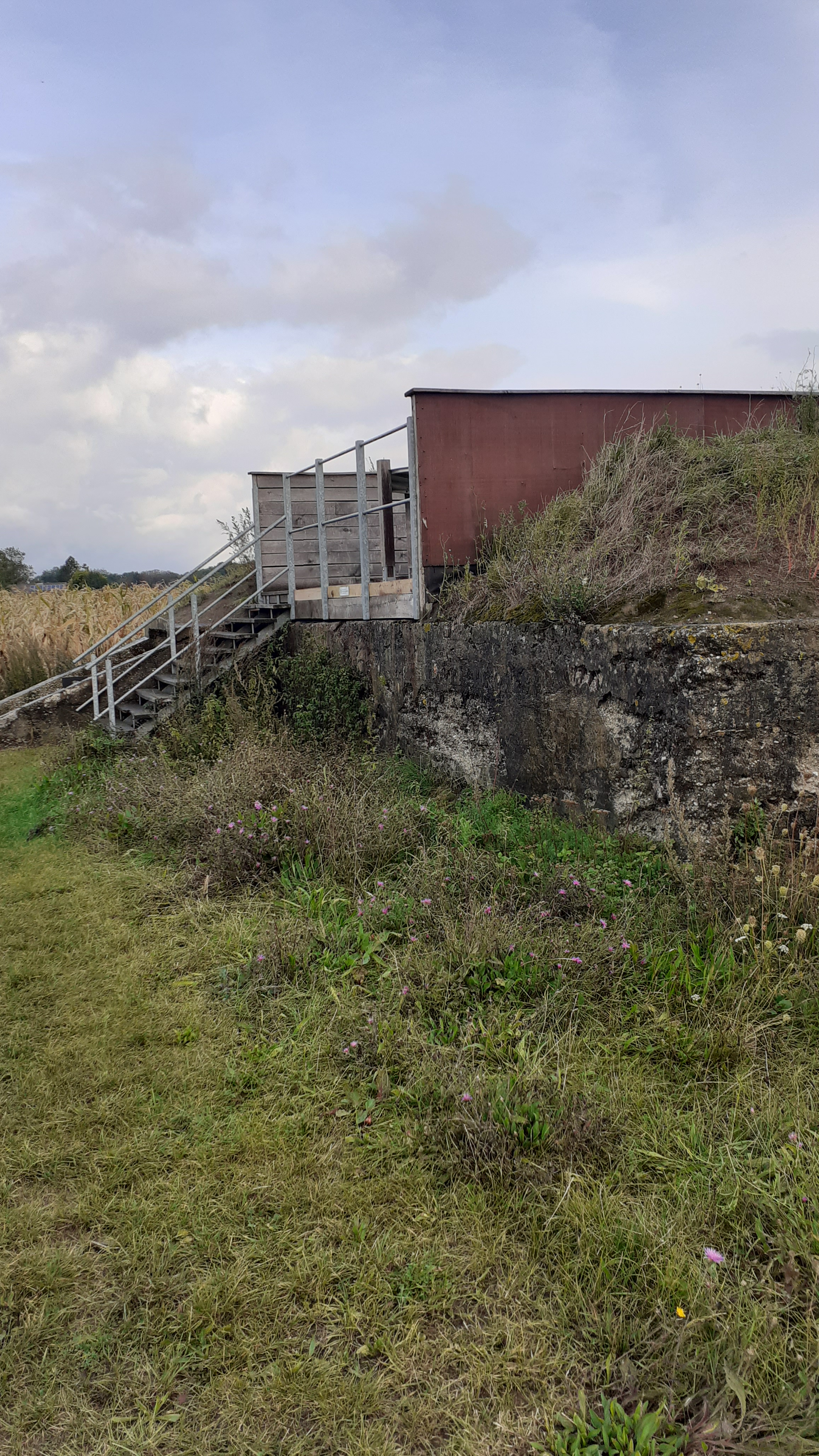
Zicht op de bunker
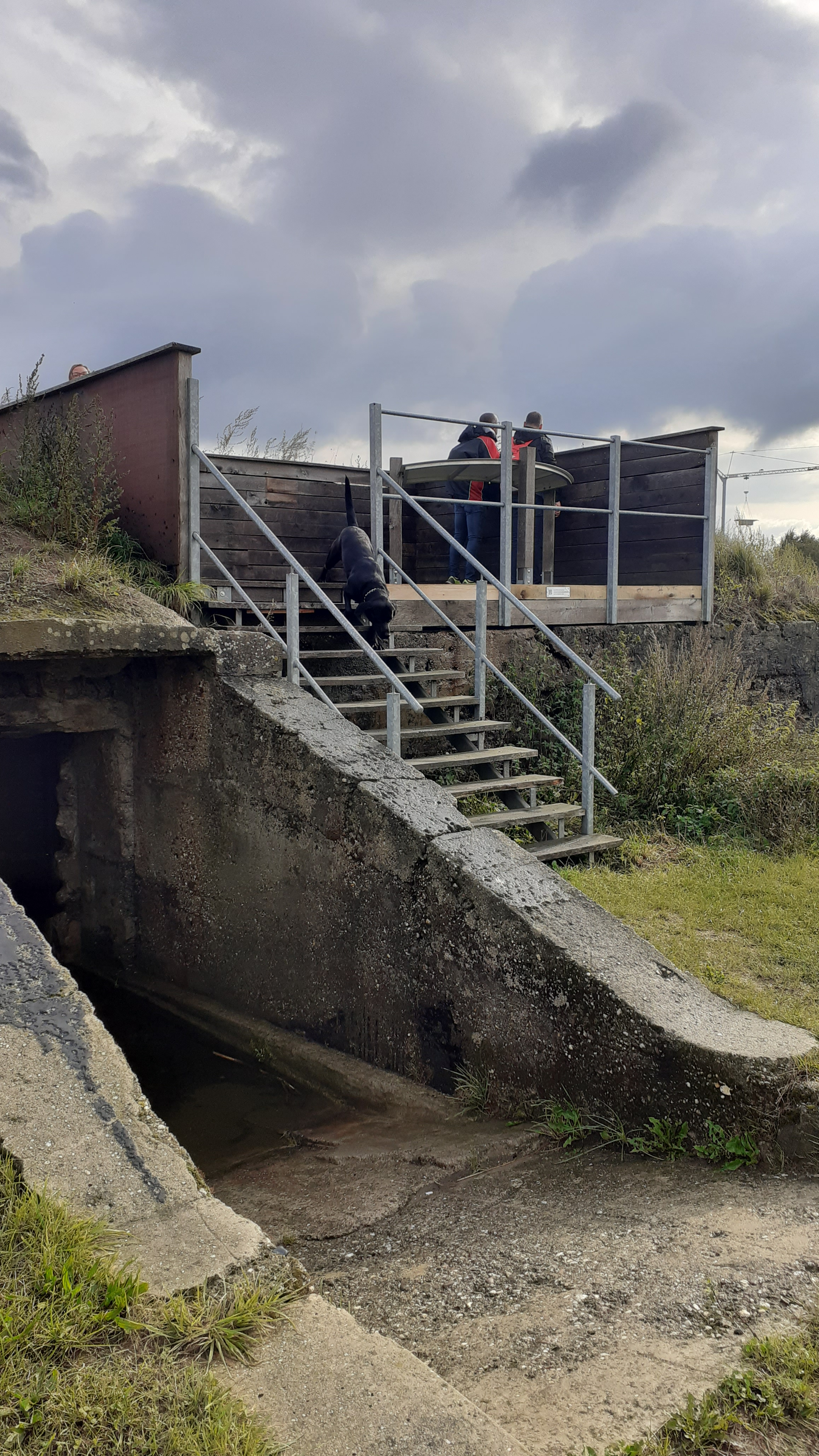
Zicht op de bunker
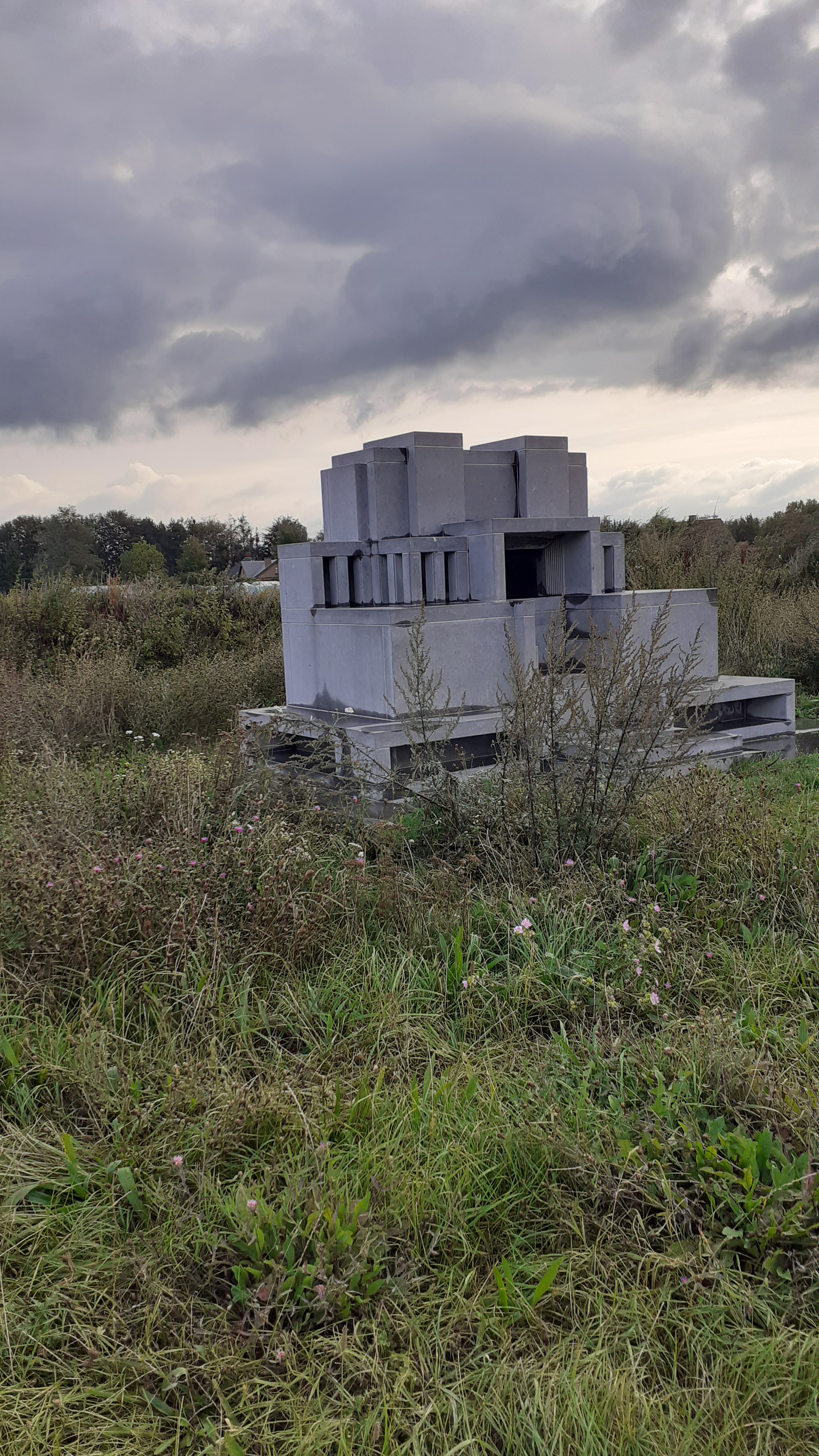
De stoel der Erfgoeds
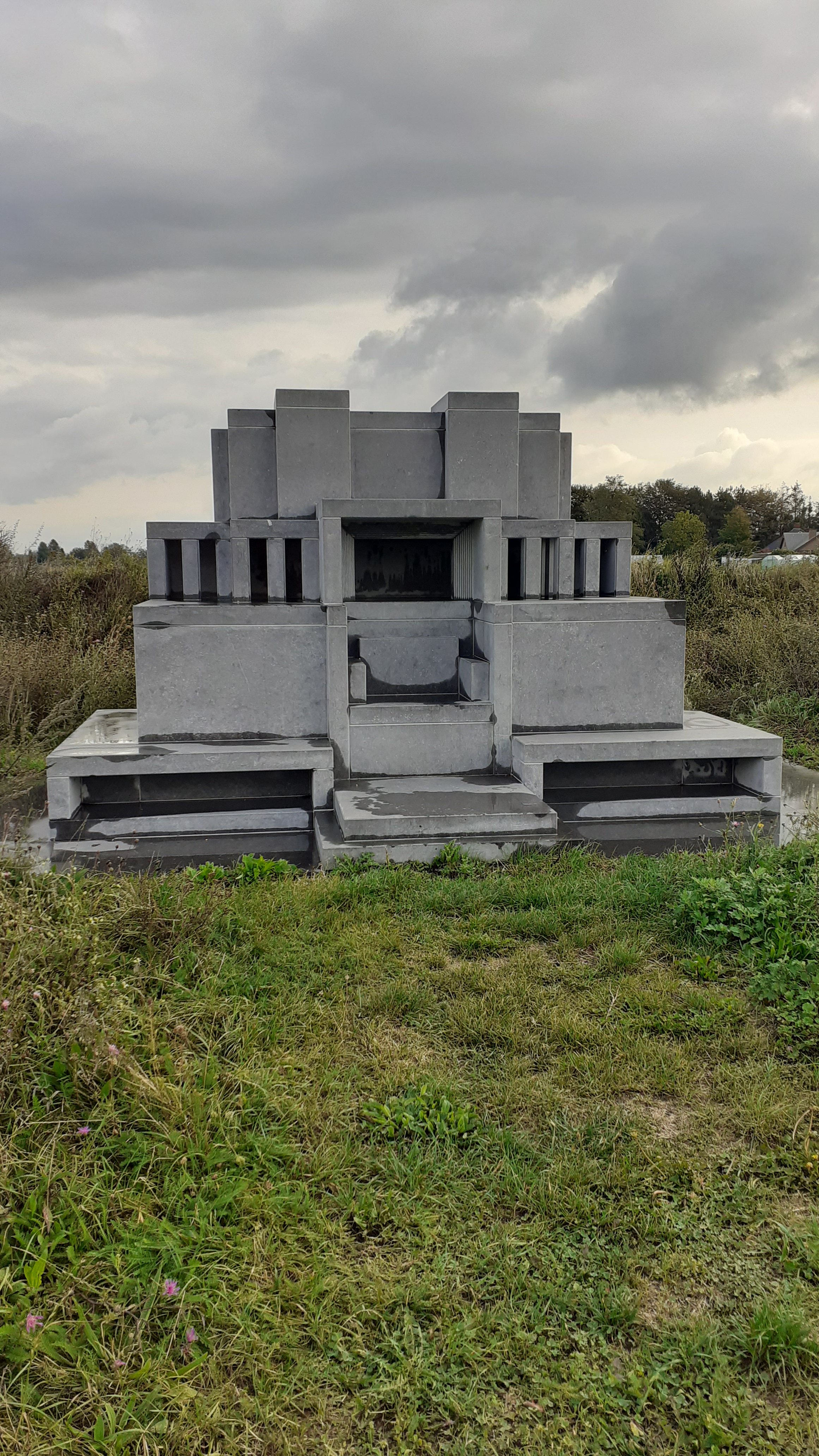
De stoel der Erfgoeds
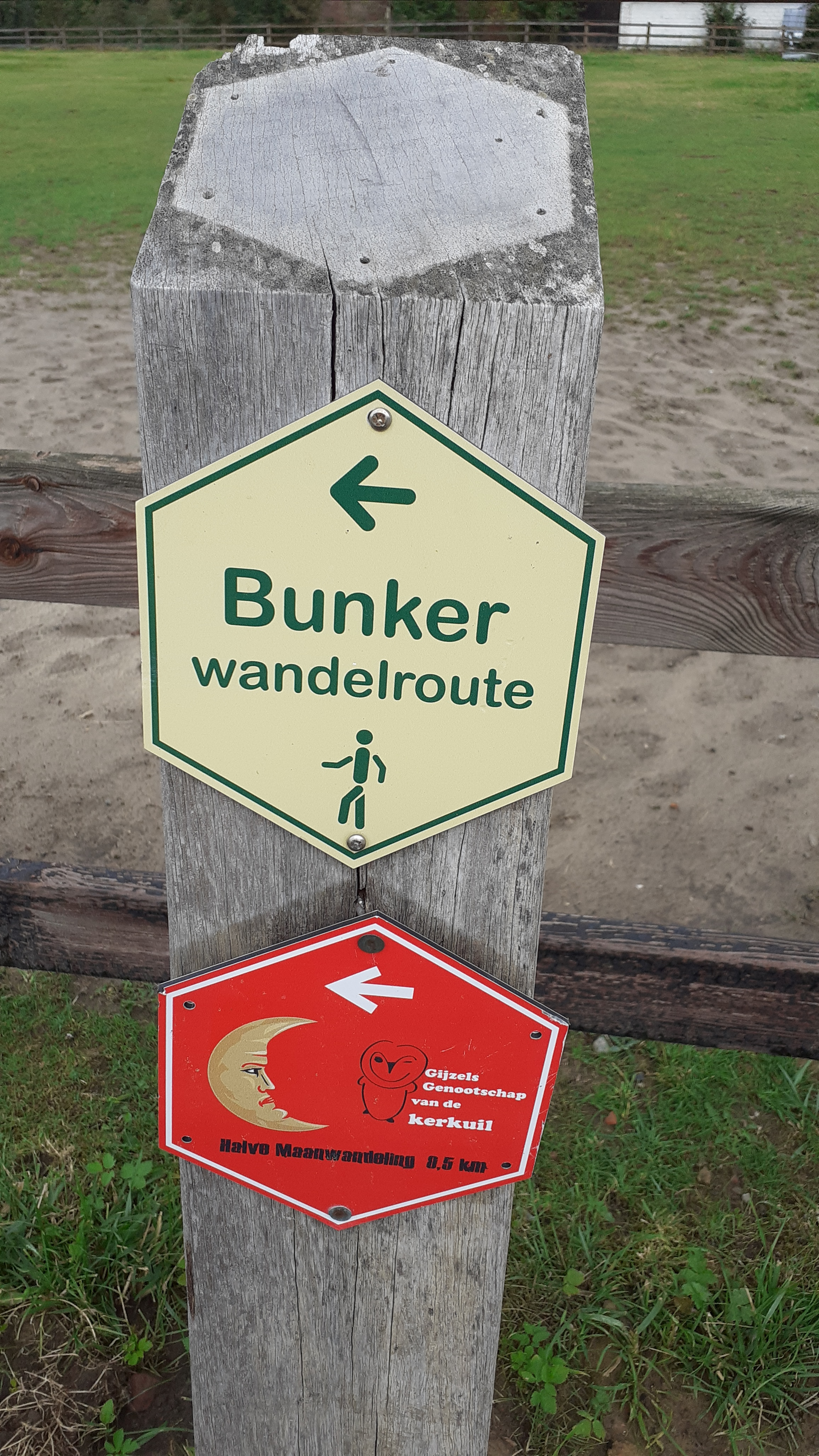
Wandelroute
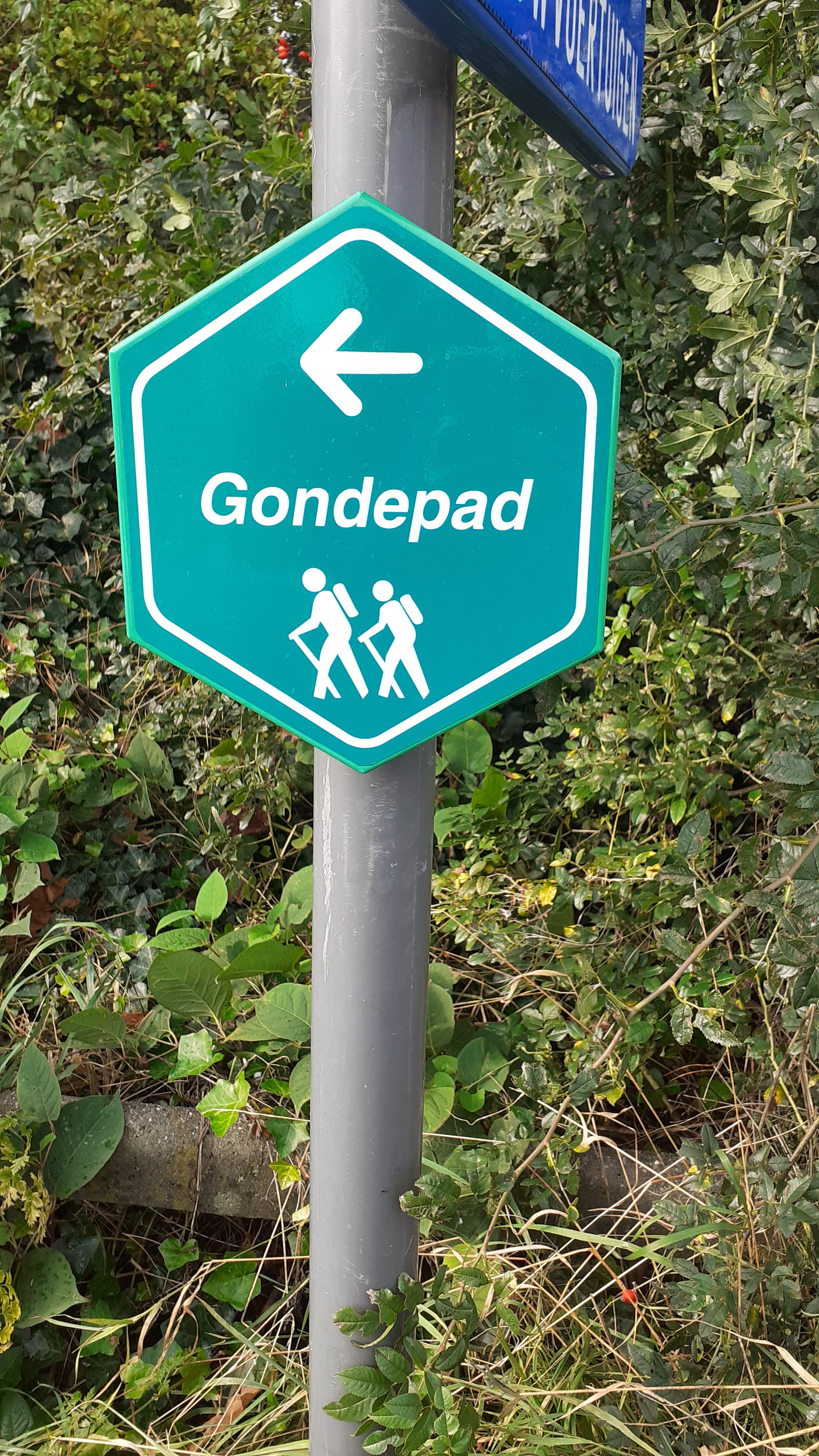
Wandelroute

### Privécollectie Thomas Genth

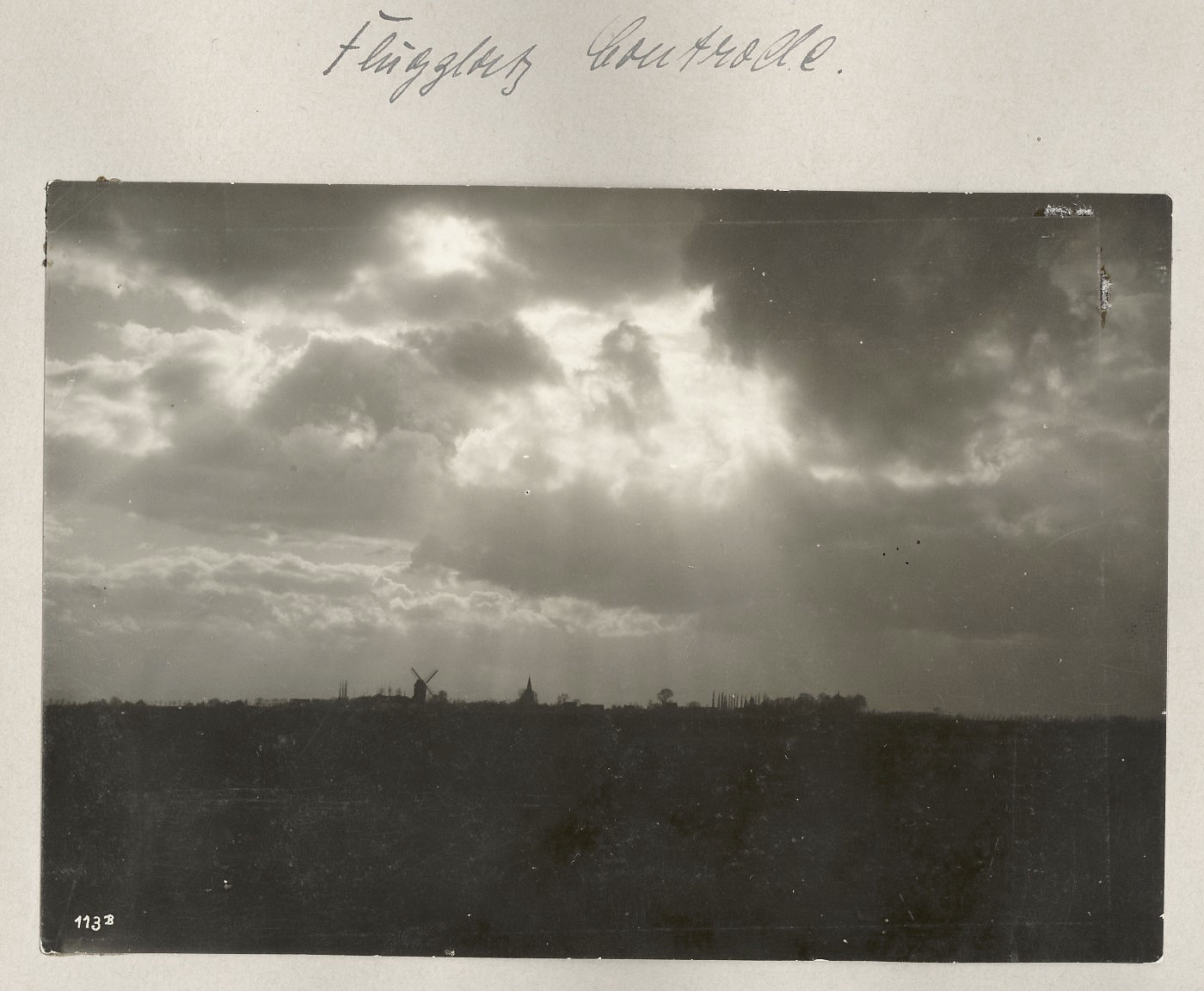
Vliegveld 1917
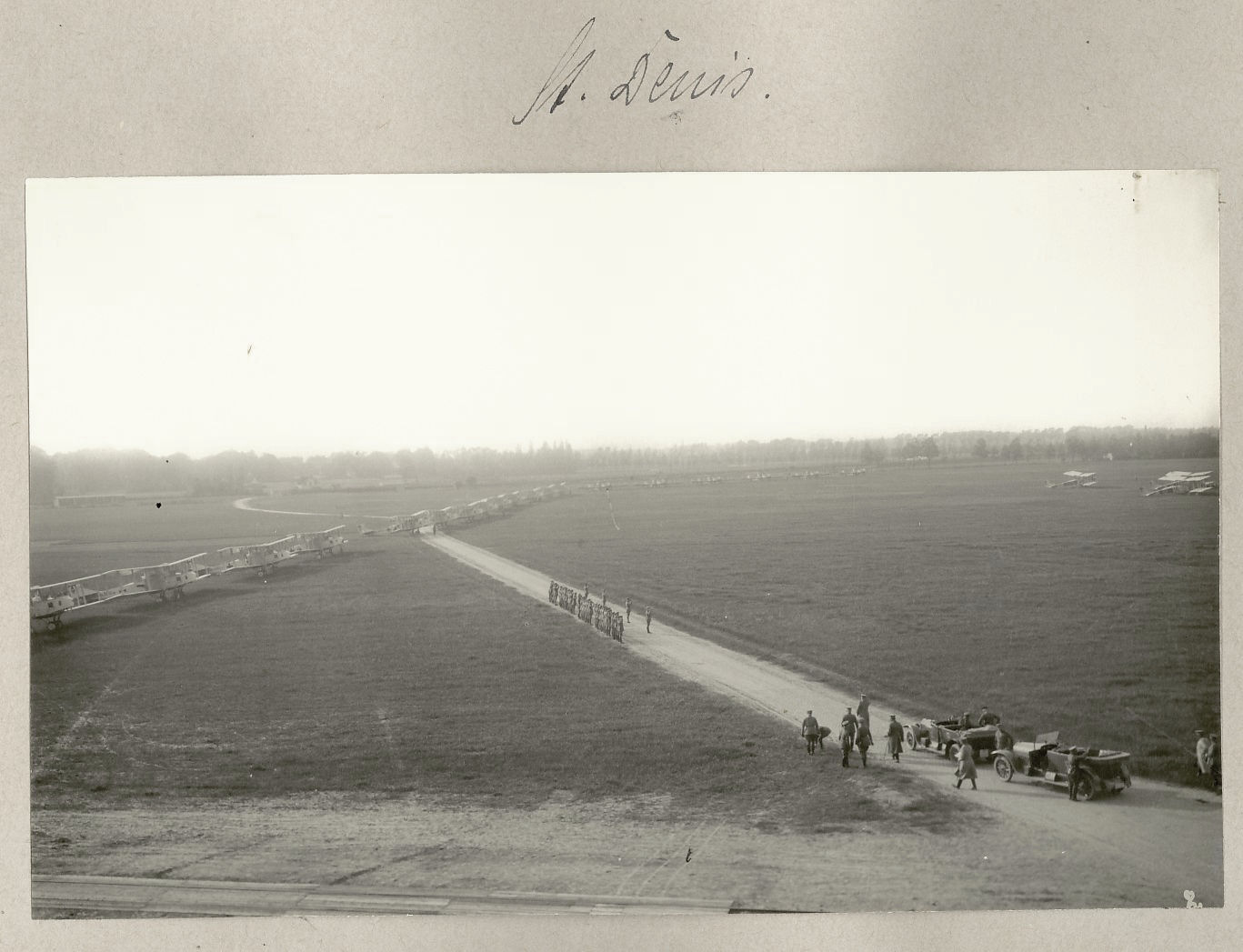
Vliegveld met Gotha's
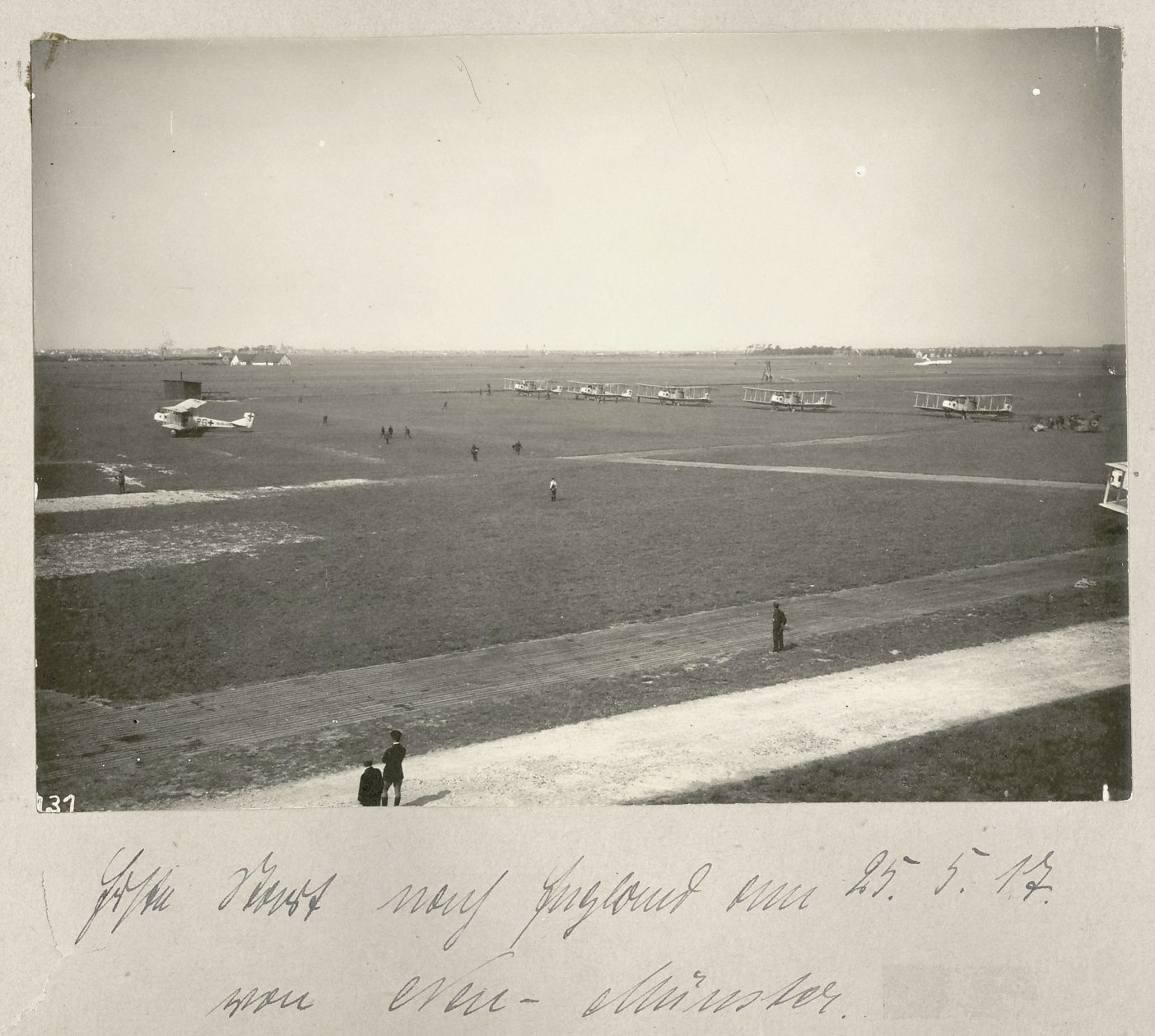
Vliegveld met Gotha's
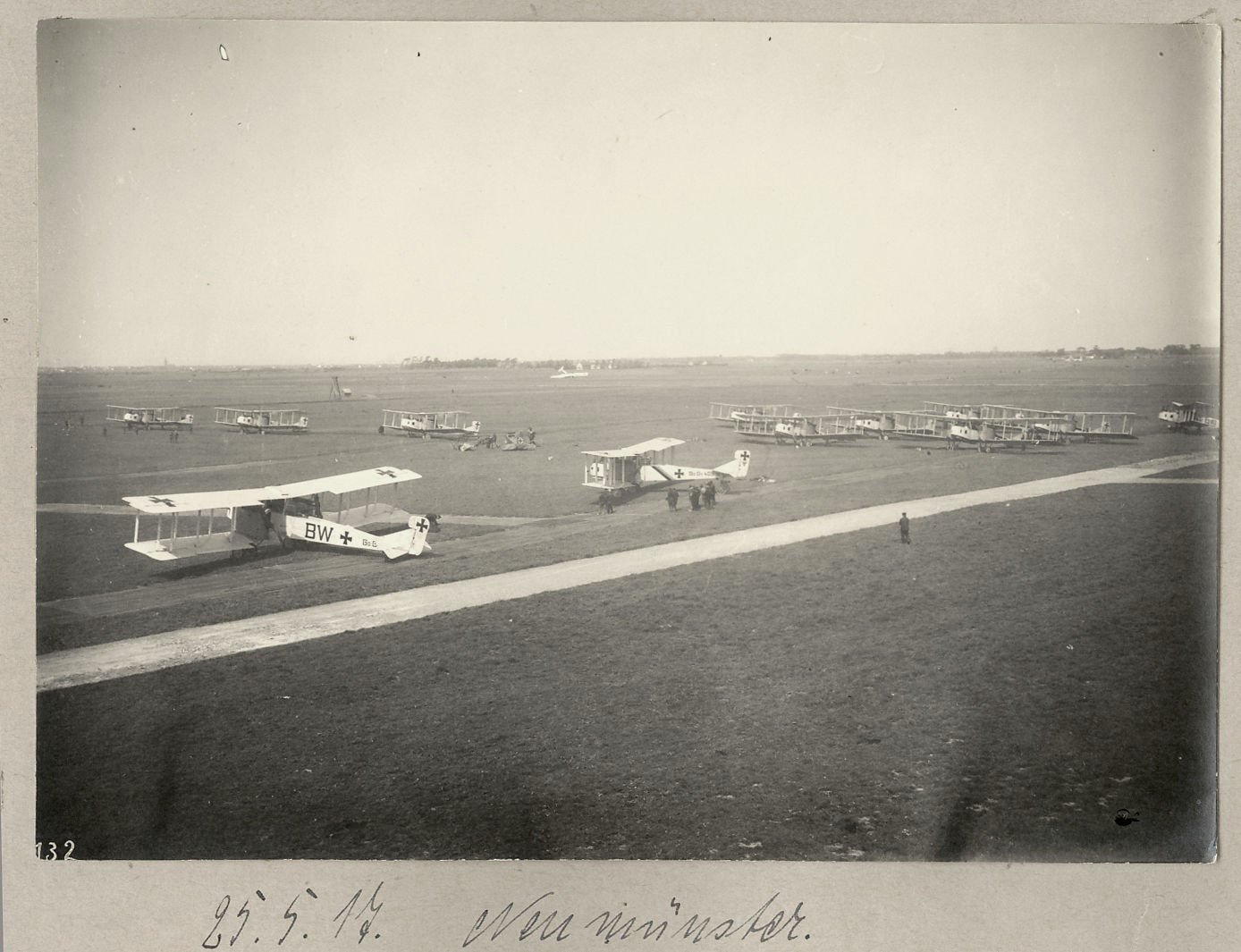
Vliegveld met Gotha's
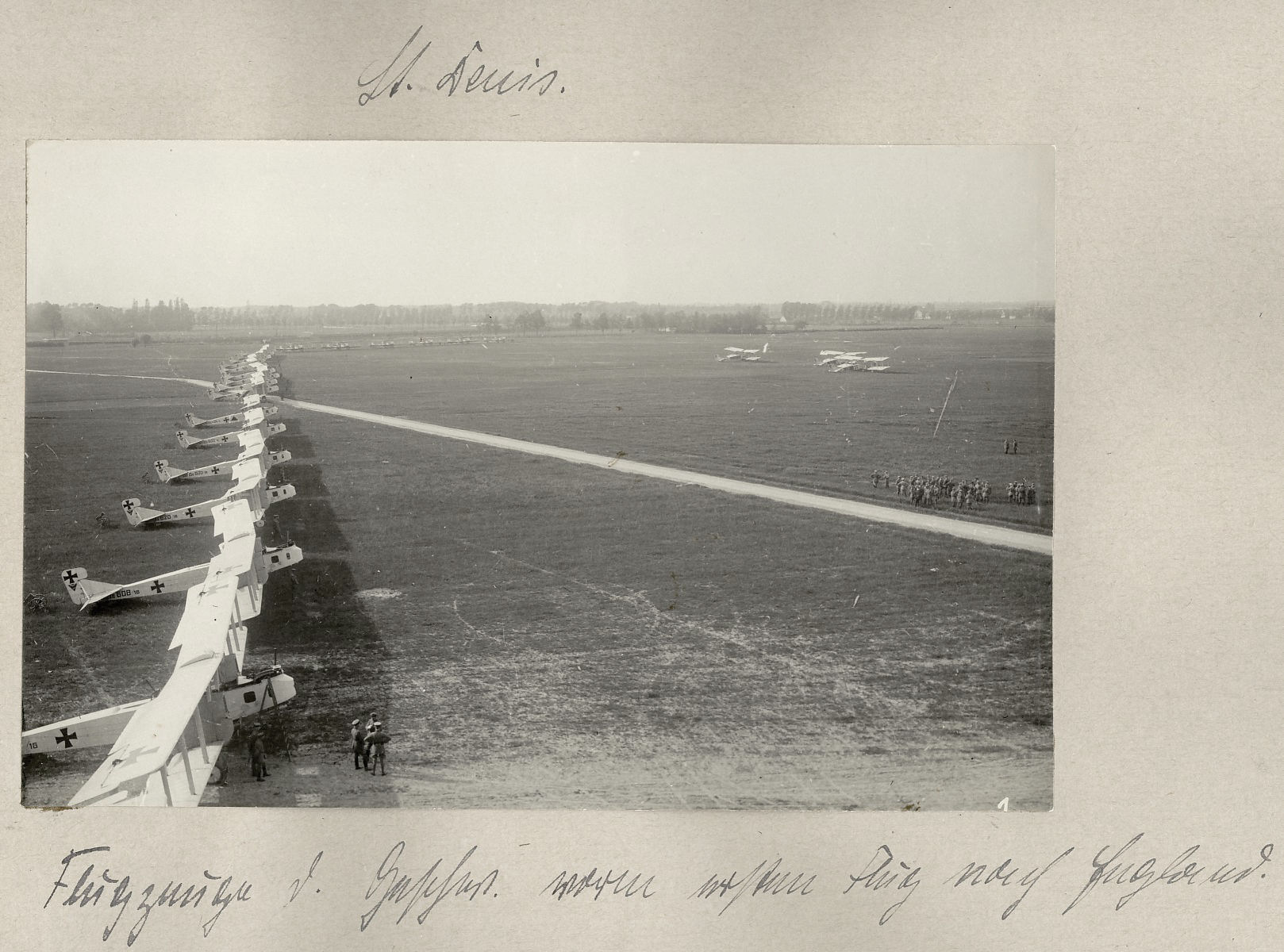
Vliegveld met Gotha's
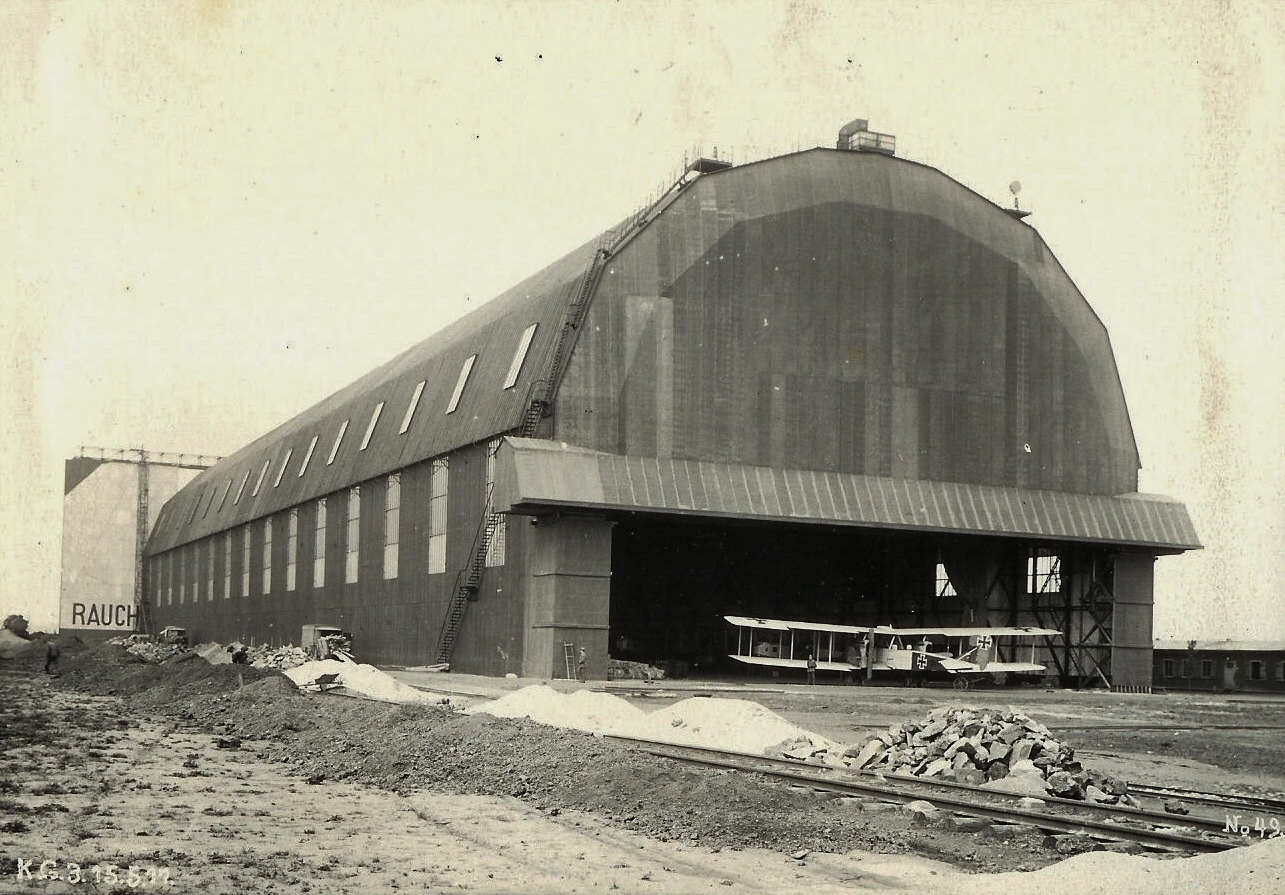
Zicht op zeppelinhal
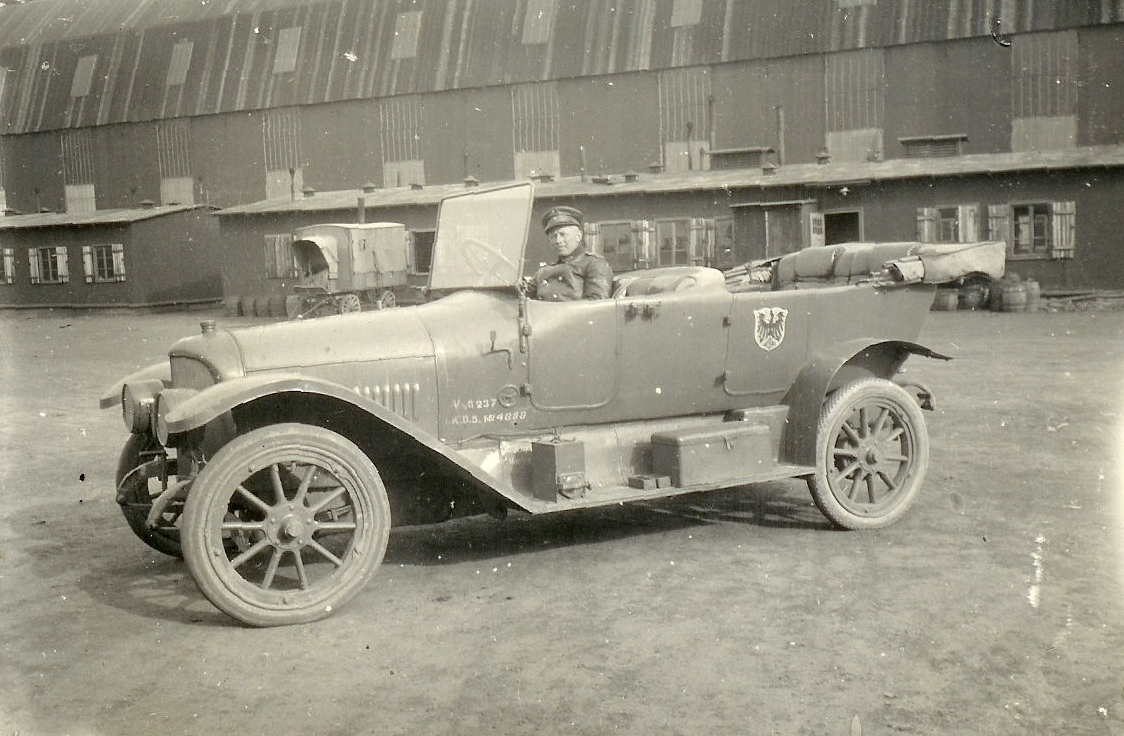
Zicht op zeppelinhal
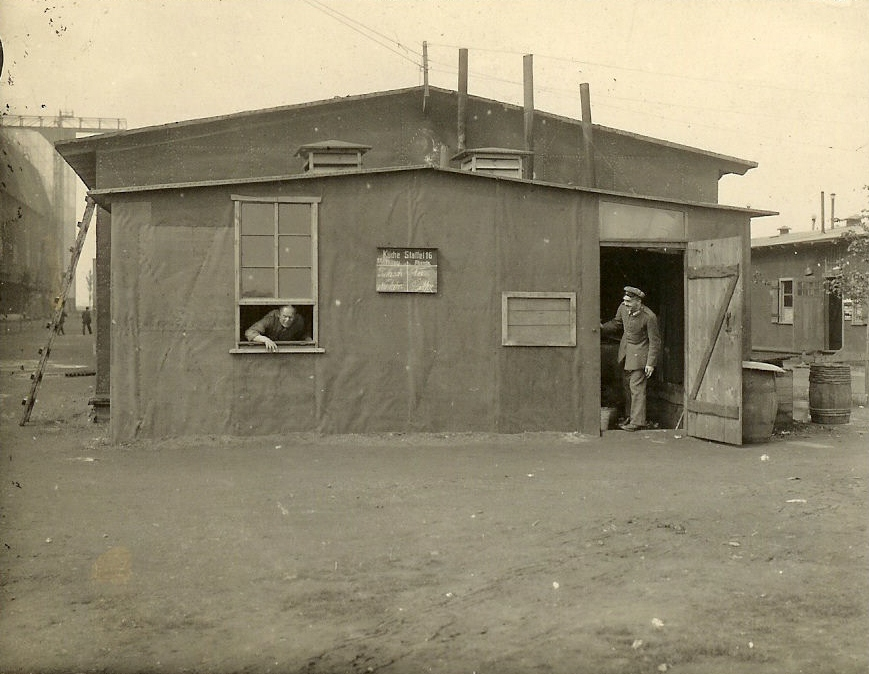
Keuken op het vliegveld

### Erfgoedbank Land van Rode – collectie Frederik Vanderstraeten

Zeppelin bij de hal
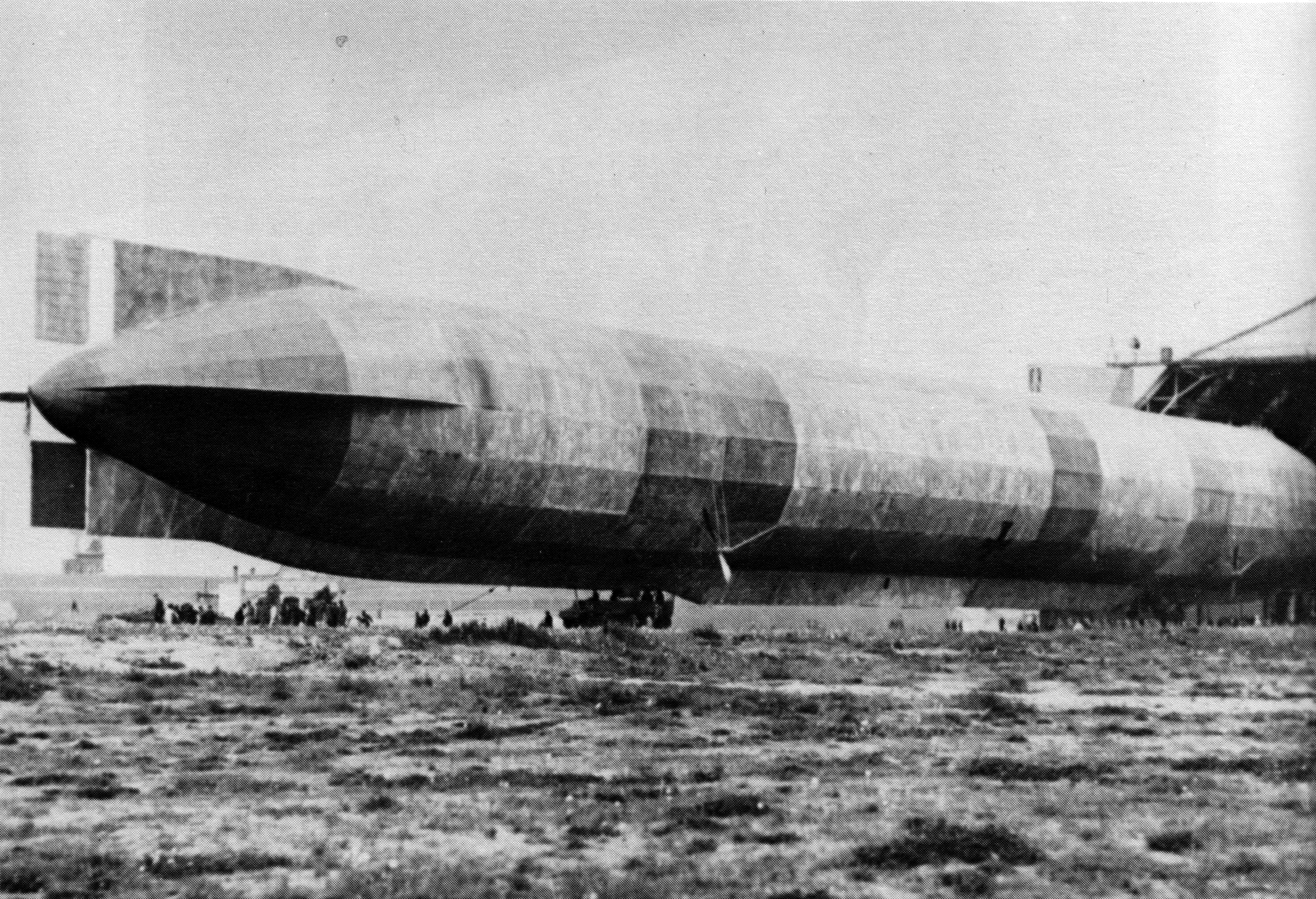
Zeppelin